# Berlín, Pantepec
Berlín är en ort i Mexiko.   Den ligger i kommunen Pantepec och delstaten Chiapas, i den sydöstra delen av landet, 700 km öster om huvudstaden Mexico City. Berlín ligger 1 157 meter över havet och antalet invånare är 120.
Terrängen runt Berlín är kuperad åt nordväst, men åt sydost är den bergig. Runt Berlín är det ganska tätbefolkat, med 104 invånare per kvadratkilometer. Närmaste större samhälle är Pueblo Nuevo Jolistahuacan, 19,5 km öster om Berlín. I omgivningarna runt Berlín växer i huvudsak städsegrön lövskog.